# Трактат
Трактатът е една от литературните форми на научно съчинение, при която систематично и изчерпателно се обсъжда дадена тема. Това включва принципен подход към въпроса и може да носи повече или по-малко полемичен характер.